# 魔王様の勇者討伐記
『魔王様の勇者討伐記』（まおうさまのゆうしゃとうばつき）は、台湾の漫画家・CHuNによる日本の漫画作品。協力：友善文創 (Friendly Land)。スクウェア・エニックスの漫画雑誌『月刊ガンガンWING』2008年7月号に読み切りとして掲載された後、2009年4月号（最終号）に第2話掲載。同年10月、同社が運営するウェブコミック配信サイト『ガンガンONLINE』に第3話が掲載された後、11月に単行本が出版された。
2010年5月には、台湾国際角川書店より正体字中文版『魔王逗勇者』が出版されている。

## ストーリー
圧倒的な力を持ち人間を1000年にわたり苦しめた魔王の息子ルシファーはその魔王の位を受け継いだ。しかし、彼は血を見るのが苦手で人間と戦うつもりはなく平和な関係を築こうとしていたが、魔王城にいると勇者が襲ってくるため、旅にでることになった。その途中、女勇者達が襲ってくることに…。

## 登場人物
ルシファー
魔王の位を父親から受け継いだが、血を見るのが苦手。そのため、人間と平和な関係を築こうとしているが、分かってもらえず、日々勇者に狙われている。強大な魔力を持っているため、襲われるとなるべく殺さないように向かってくる勇者を倒すものの、誤解されてしまっている。また、女の子と戦うことに躊躇する場面や怪我をしている人をみると放っておけず、傷を魔法で一瞬で治したりする優しい心を持っている。しかし、様々な条件が重なってしまい、女勇者には変態魔王だと思われてしまっている。

ナナ
ルシファーの父親の代から仕えているダークエルフでルシファー曰く優秀な秘書。言動により、ルシファーに対する誤解（ルシファーと入れ替わって魅了の魔法を使うなど）を広めて、魔王っぽさを出して楽しんでルシファーを困らせることがたびたびある。

アンジェラ
オスラ国の第3王女。魔王ことルシファーに立ち向かった男がことごとく返り討ちにあったため、女の身でありながら勇者として魔王に立ち向かった。剣術や武術、魔術といったものをマスターしているが、ルシファーには敵わなかった。ナナの様々な言動によりで変態扱いしているもののルシファーの人間と平和に過ごしたいという考えを理解して、好意を抱いている。
ルウ
アンジェラの妹。アンジェラのことをアンジェラ姉様と呼んで慕う勇者。最初はルシファーを敵視していたが、徐々にルシファーのことをいやらしい奴だとは思いつつも認めと言っている。ルシファーがナナと入れ替わった際にナナの策略で動けなくなったときには解毒の魔法をかけてくれた。
人狼
誇り高い一族だが、エロいところがあり、愛の行為と言っていやらしいことをすることも。魔族の男がモテモテになる時代を望んでナナに策略を依頼したこともある。
女王
アンジェラの母親。魔王が邪悪な意志を持ってないことを証明して人間を納得させるためにルシファーに娘のアンジェラを監視につけることを提案した。お茶目な一面もある。

## 既刊一覧
ガンガンコミックスONLINEより刊行。全1巻。
- 2009年11月21日発行 ISBN 978-4-7575-2703-4

中文版は台湾国際角川書店より発売。表紙は日本版とは別に描き起こしたものが使用されている。
- 2010年5月12日発行 ISBN 978-986-237-638-6